# Jackie Lane
Pour les articles homonymes, voir Lane.
Jackie Lane, née le 10 juillet 1941 et morte le 23 juin 2021, est une actrice anglaise ayant tourné dans de nombreuses séries télévisées britanniques et est principalement connue pour son rôle de Dodo Chaplet dans la série anglaise Doctor Who.

## Carrière
Après quelques rôles dans différentes séries télévisées, Jackie Lane est approchée par deux fois par l'équipe de production de la série Doctor Who. Une première fois en 1963 pour tenir le rôle de la petite fille du Docteur, Susan Foreman, rôle qu'elle refuse car il demandait une implication sur une longue période de temps. En 1965, elle est engagée pour tenir le rôle d'un compagnon dont la personnalité est similaire, celui de Dorothée dite "Dodo". Elle signe alors un contrat pour 13 épisodes, soit environ 3 sérials et apparaît pour la première fois à l'écran à la fin du sérial (aujourd'hui disparu) The Massacre of St Bartholomew's Eve. À l'époque, il lui est demandé de supprimer son accent du cockney pour adopter un accent plus conforme à la BBC.
Souhaitant changer l'image de la série, le producteur Innes Lloyd ne prolonge pas son contrat. Son personnage disparaît donc 2 sérial plus tard au beau milieu de l'histoire The War Machines et n'a figuré que durant 3 histoires complètes : The Ark, The Celestial Toymaker et The Savages. Assez déçue du traitement que lui a réservé la production, l'actrice quitte le monde de la télévision pour devenir agent de théâtre. Elle y a pour client Tom Baker qui, ironiquement, devient l'acteur ayant interprété le plus longtemps le rôle du Docteur à la télévision.
Contrairement à beaucoup des acteurs de l'époque, Jackie Lane ne semble pas avoir fait de commentaires sur les éditions DVD de la série Doctor Who.

## Filmographie
- 1962 : La Vengeance du colosse (Marte, dio della guerra) de Marcello Baldi
- 1963 : Love Story (série télé) (saison 1, épisode 11) : Molly Rosen
- 1963 : Compact (série télé) (saison 1) : Rosemary Gray
- 1964 : Coronation Street (série télé) (saison 1) : Cheryl
- 1964 : The Villains (série télé) (saison 1) : Rita
- 1965 : The Villains (série télé) (saison 3) : Anne
- 1966 : Doctor Who (série télé) (saison 3) : Dodo Chaplet
- 1966 : Max la Menace (série télé) (saison 4, épisode 16) : Hippie